# Ларамі (Вайомінг)
Ларамі (англ. Laramie) — місто (англ. city) в США, адміністративний центр округу Олбані штату Вайомінг. Населення — 31 407 осіб (2020). Третє за величиною місто штату. Розташоване на південному сході штату та водночас північно-східніше столиці штату Шаєнн на однойменній річці Ларамі.
Місто розташоване на перетині доріг Interstate 80 і US 287. У місті знаходиться регіональний аеропорт Ларамі.
Було засноване у 1868 вздовж ділянки залізниці Union Pacific Railroad. Воно будо назване на честь канадського трапера ЛяРамі (Jacques LaRamie).

## Географія
Ларамі розташоване за координатами 41°18′37″ пн. ш. 105°36′35″ зх. д. / 41.31028° пн. ш. 105.60972° зх. д. (41.310241, -105.609625). За даними Бюро перепису населення США в 2010 році місто мало площу 45,99 км², з яких 45,93 км² — суходіл та 0,06 км² — водойми.

### Клімат
| Клімат : Ларамі                       | Клімат : Ларамі | Клімат : Ларамі | Клімат : Ларамі | Клімат : Ларамі | Клімат : Ларамі | Клімат : Ларамі | Клімат : Ларамі | Клімат : Ларамі | Клімат : Ларамі | Клімат : Ларамі | Клімат : Ларамі | Клімат : Ларамі | Клімат : Ларамі |
| Показник                              | Січ.            | Лют.            | Бер.            | Квіт.           | Трав.           | Черв.           | Лип.            | Серп.           | Вер.            | Жовт.           | Лист.           | Груд.           | Рік             |
| Абсолютний максимум, °C               | 15,0            | 17,2            | 21,7            | 25,0            | 30,6            | 34,4            | 34,4            | 34,4            | 32,2            | 26,1            | 21,1            | 16,1            | 34,4            |
| Середній максимум, °C                 | 0,7             | 1,8             | 6,1             | 10,6            | 16,4            | 22,5            | 26,7            | 25,5            | 20,3            | 13,2            | 5,2             | 0,1             | 12,4            |
| Середній мінімум, °C                  | −12,2           | −11,2           | −7,4            | −4,1            | 0,9             | 5,5             | 8,9             | 8,2             | 3,3             | −2,2            | −8,1            | −12,2           | −2,6            |
| Абсолютний мінімум, °C                | −45,6           | −39,4           | −31,7           | −25,6           | −15             | −5,6            | −1,1            | −2,2            | −18,9           | −27,8           | −32,2           | −36,7           | −45,6           |
| Норма опадів, мм                      | 7               | 9               | 15              | 27              | 43              | 39              | 36              | 32              | 28              | 20              | 15              | 9               | 280             |
| Днів з опадами                        | 4,6             | 5,1             | 6,0             | 7,8             | 10,5            | 8,5             | 9,2             | 9,8             | 7,1             | 6,4             | 5,7             | 5,2             | 86,0            |
| Днів зі снігом                        | 5,0             | 5,0             | 6,0             | 5,5             | 2,3             | ,2              | 0               | 0               | ,6              | 2,5             | 5,4             | 5,5             | 37,9            |
| ------------------------------------- | --------------- | --------------- | --------------- | --------------- | --------------- | --------------- | --------------- | --------------- | --------------- | --------------- | --------------- | --------------- | --------------- |
| Джерело: NOAA (extremes 1948–present) |                 |                 |                 |                 |                 |                 |                 |                 |                 |                 |                 |                 |                 |

## Демографія

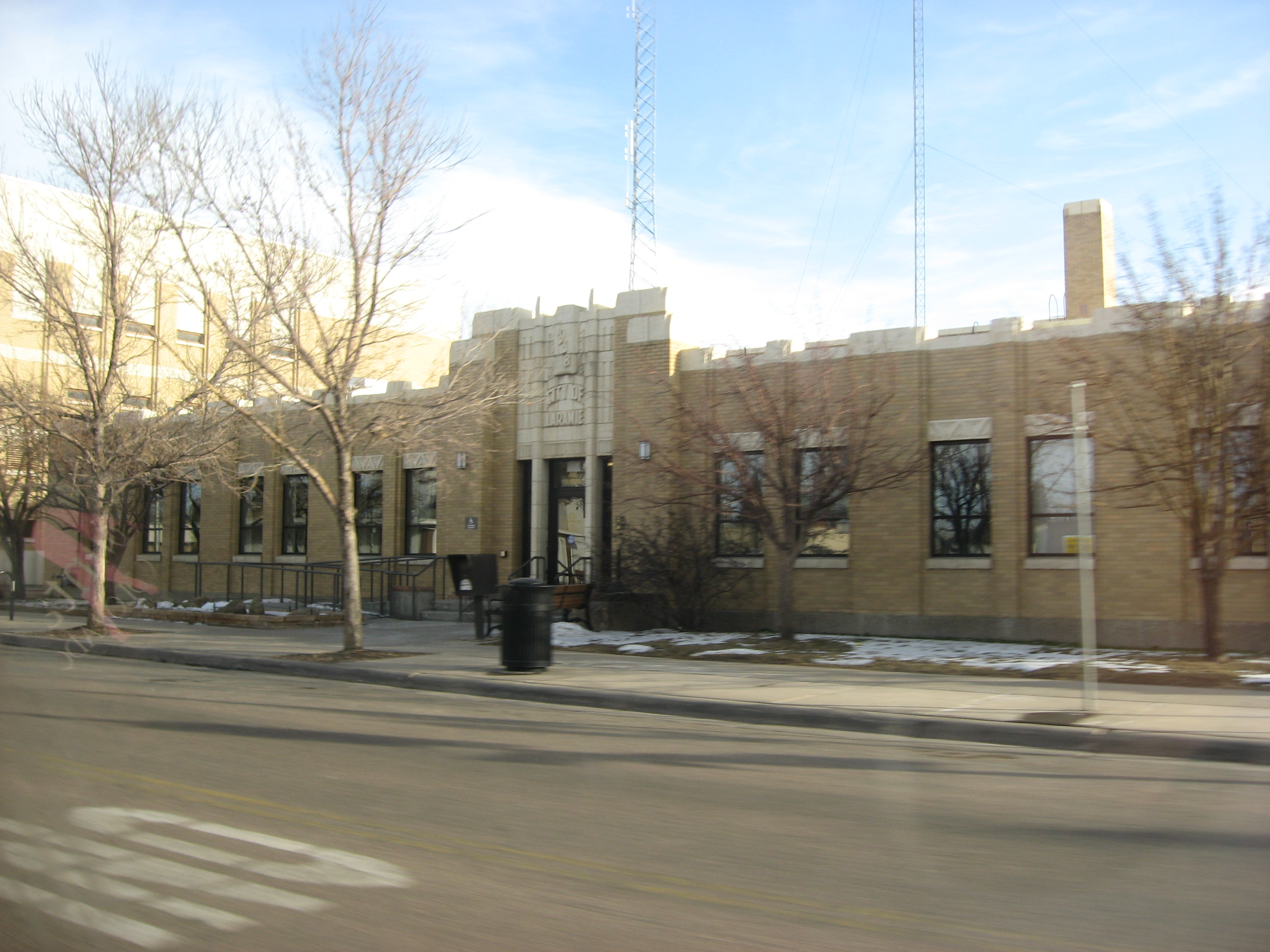
Мерія

Згідно з переписом 2010 року, у місті мешкало 30 816 осіб у 13 394 домогосподарствах у складі 5843 родин. Густота населення становила 670 осіб/км². Було 14307 помешкань (311/км²).
Расовий склад населення:
| - 89,5 % — білих - 3,2 % — азіатів - 1,3 % — чорних або афроамериканців - 0,7 % — корінних американців - 0,1 % — вихідців з тихоокеанських островів - 2,5 % — осіб інших рас |

До двох чи більше рас належало 2,8 %. Частка іспаномовних становила 9,2 % від усіх жителів.
За віковим діапазоном населення розподілялося таким чином: 15,9 % — особи молодші 18 років, 76,6 % — особи у віці 18—64 років, 7,5 % — особи у віці 65 років та старші. Медіана віку мешканця становила 25,4 року. На 100 осіб жіночої статі у місті припадало 108,3 чоловіків; на 100 жінок у віці від 18 років та старших — 108,6 чоловіків також старших 18 років.
Середній дохід на одне домашнє господарство становив 52 773 долари США (медіана — 39 371), а середній дохід на одну сім'ю — 75 118 доларів (медіана — 63 720). Медіана доходів становила 42 705 доларів для чоловіків та 32 137 доларів для жінок. За межею бідності перебувало 30,0 % осіб, у тому числі 21,6 % дітей у віці до 18 років та 9,2 % осіб у віці 65 років та старших.
Цивільне працевлаштоване населення становило 17 482 особи. Основні галузі зайнятості: освіта, охорона здоров'я та соціальна допомога — 43,4 %, роздрібна торгівля — 11,2 %, мистецтво, розваги та відпочинок — 10,6 %.